# 孫穎莎
孫 穎莎（そん・えいさ、Sūn Yǐngshā〈スン インシャ〉、2000年11月4日 - ）は、中華人民共和国・河北省石家荘市出身の卓球選手。ITTF世界ランキングは2022年7月以降1位。世界卓球2023、2025女子シングルス、混合ダブルスチャンピオン。

## 経歴
2015年9月、中国卓球第2国家隊チームに入団し、2017年1月に第1国家隊チームに昇格した。
2017年12月世界ジュニア卓球選手権のシングルス決勝で王曼昱と大激戦になったが、4-3で辛勝し初出場、初優勝に輝いた。
2017年6月ITTFワールドツアージャパンオープン(プラチナ)のシングルス決勝で陳夢に4-2で勝利し、シニアツア－初参戦で初優勝を飾った。
2019年6月ITTFワールドツアージャパンオープン(プラチナ)のシングルス決勝でも劉詩雯に4-3で辛勝し、シニアツア－通算2度目の優勝。
2019年7月ITTFワールドツアーオーストラリアオープン(プラチナ)シングルス決勝で丁寧に4-0のストレ－トで勝利しツア－通算3度目の優勝。
2019年9月のアジア選手権女子団体に出場、決勝で3日本を3-0で破り、金メダルを獲得した。女子シングルスにおいても劉詩雯に3-0のストレ－トで勝利。初出場、初優勝を飾り、トップ選手の地位を確立した。
2019年10月ITTFワールドツアードイツオープン(プラチナ)シングルス決勝で伊藤美誠に4-1で勝利しツア－4度目の優勝。
2019年のITTFワールドツアーだけで、シングルスで3回の優勝を記録した。同年の世界選手権では、王曼昱と組んだ女子ダブルスで初優勝を果たした。
2021年8月のオリンピック団体戦の決勝では日本にダブルス、シングルスの2勝をあげて中国の団体戦4連覇に貢献した。シングルスにおいても、準決勝で伊藤美誠に4-0と準決勝までは１ゲ－ムも落とさない強さを見せたが、決勝では陳夢に2-4で敗れ準優勝となった。
2021年11月の世界選手権は、女子シングルス準決勝で王芸迪を4-1で破り、初のシングルスの決勝進出を決めた。決勝戦では王曼昱に2-4で敗れたが銀メダルを獲得。女子ダブルスでは、2019年に続き王曼昱とペアを組み、決勝戦で伊藤美誠/早田ひなを3-0と2大会連続で破り、2連覇を達成。混合ダブルスでも王楚欽と組んで決勝で張本智和/早田ひなに勝利し初優勝を飾った。
2021年12月に行われたWTTカップファイナルでは王芸迪に4-2で勝ち初優勝。翌年2022年10月のWTTカップファイナルも陳夢に4-3で勝ち2連覇を達成した。。
2023年5月の世界卓球選手権は、シングルス準決勝で早田ひなを4-1で破り、決勝でも陳夢に4-2で勝利し、初優勝。混合ダブルスでは王楚欽トトもいに決勝で張本智知/早田ひなに3-0で2大会連続で勝利し2連覇を達成した。
2024年パリ五輪では、女子シングルスでは決勝で東京五輪と同じく陳夢に2-4と2大会連続で敗れ銀メダル。女子団体では中国の5連覇に貢献。混合ダブルスでは王楚欽とともに中国史上初の混合ダブルスで金メダルを獲得。
2025年5月の世界選手権は女子シングルスの決勝で王曼昱に4-3で勝利。2021年のリベンジを4年越しに果たし2連覇を達成した。混合ダブルスでも王楚欽とともにペアとして史上2組目となる3連覇を達成した。

## 生い立ち
2000年11月4日、河北省石家荘市で生まれたが、彼女の家族にはこれまでプロスポーツに携わった人はいなかった。幼稚園に通っていた孫は5歳のとき、両親によって石家荘市和平西路小学校に送られ、そこで卓球の練習を始めた。孫の母親は、子供に卓球の練習を頼んだ時の主な理由は「仕事の都合で迎えに行くことが出来ず、卓球の練習で一時的に時間を築くことが出来ると語った」この意図せぬ行動が彼女の現在の栄光をもたらした。
2008年に母親が孫を連れて、初めて杭州に試合を見に行ったが、現地の宿泊施設の状況が非常に劣悪であることが分かり、「娘はすぐに家に帰ります。子供はまだ小さいので、彼女を苦しめるのは非常に不本意です。我が家は裕福ではありませんが、娘が衣食に困らないようにするのは問題ありません。それに子供の成績も良くて、学校のトップにいることも多い。練習はもうやめてください」と一時、卓球を中断する時期もあった。
結局、孫の粘り強さと卓球への愛が、母親の考えを変えた。。
10歳で河北チームに入団した。 2014年、孫穎莎はアジアカデット卓球選手権シングルスで優勝した。
。2015年 中国ジュニア選手権で優勝した後、第二国家隊チームに選ばれた。 孫は子供の頃から石家荘市に住んでトレーニングしており、国家チームに入るまで故郷を離れなかった。 2017年1月に第1代表チームに入り、国際大会のシニアに正式に出場し始めた。 同年6月にITTFジャパンオープンに初出場し、16歳で女子シングルス、女子ダブルス優勝を果たした。。
子供時代の性格
活発でおしゃべりな性格は父親というよりも母親に似ている。「母はおしゃべりが好きで、父はそこ迄は無い。今でも家に帰ると、目を開けた瞬間から『おしゃべり』を始め、寝るまで何でも話す。基本的に『おしゃべり』ではなく、家族には「冷たい空間」が無い。孫自身も、トレーニング中や試合中の気分を家族と共有することに積極的で、話すことが好きで、家族、友人と良く話すが、時々、「今日は大事な話がある」と、母親にいちいちChatメッセージを送る。トレーニング日記には、「今日はどの技が大丈夫か、どの動作が大丈夫だと思う」という記録がすべて書かれており、機嫌が悪いと、親に直接話す。勝ち負けに対する考え方、勝負に負けず劣らずの姿勢は、父からよく教えられていた。孫は、学校の成績は全科目90点以上と優秀だったが、専門家になるか普通の学生になるかという多肢選択の問題に直面しなかった。既に彼女は小学生の時に河北省チームに選ばれ、プロの道を選んだからである。。2019年上海交通大学入学、2023年6月時点で卒業論文を提出し７月卒業。

## 成績

### ジュニア女子シングルス
2014年
- アジアカデット卓球選手権 優勝

2017年
- 世界ジュニア卓球選手権 優勝

### ITTF(WTT)ワールドツアー女子シングルス(プラチナ、チャンピオンズ大会以上)
2017年
- ジャパンオープン 優勝

2019年
- ジャパンオープン 優勝
- オーストラリアオープン 優勝
- ドイツオープン 優勝

2021年
- WTTカップファイナルズシンガポール 優勝

2022年
- WTTカップファイナルズ中国 優勝
- WTTチャンピオンズマカオ 優勝[21]。

2023年
- シンガポ－ルスマッシュ 優勝[22]。
- WTTチャンピオンズ新郷 優勝
- WTTカップファイナルズ名古屋 優勝

2024年
- WTTチャンピオンズ仁川 優勝
- WTTチャンピオンズ重慶 優勝

### アジア選手権
2019年
- 女子シングルス金、混合ダブルス銀(王楚欽/孫穎莎ペア)

2023年
- 女子シングルス銀、女子ダブルス銀(孫穎莎/王艺迪ペア)

### 五輪
2021年
- 女子シングルス銀、女子団体金

2024年
- 女子シングルス銀、混合ダブルス金(王楚欽/孫穎莎)、女子団体金

### 世界選手権
2019年
- 女子ダブルス金(孫穎莎/王曼昱)

2021年
- 女子シングルス銀、混合ダブルス金(王楚欽/孫穎莎)

2023年
- 女子シングルス金、女子ダブルス銅(孫穎莎/王曼昱)、混合ダブルス金(王楚欽/孫穎莎)

### ワールドカップ
2020年
- 女子シングルス銀

2024年
- 女子シングルス金

### 世界ランキング
|        | 1月 | 2月 | 3月 | 4月 | 5月 | 6月 | 7月 | 8月 | 9月 | 10月 | 11月 | 12月 |
| ------ | --- | --- | --- | --- | --- | --- | --- | --- | --- | ---- | ---- | ---- |
| 2019年 | 17  | 19  | 18  | 29  | 17  | 18  | 11  | 7   | 6   | 6    | 3    | 2    |
| 2020年 | 2   | 2   | 2   | 3   | 2   | 2   | 2   | 2   | 2   | 2    | 2    | 2    |
| 2021年 | 2   | 2   | 3   | 3   | 3   | 3   | 3   | 2   | 2   | 2    | 2    | 2    |
| 2022年 | 2   | 1   | 1   | 2   | 2   | 2   | 1   | 1   | 1   | 1    | 1    | 1    |
| 2023年 | 1   | 1   | 1   | 1   | 1   | 1   | 1   | 1   | 1   | 1    | 1    | 1    |
| 2024年 | １  | １  | １  | １  | １  | １  | １  | 1   | 1   | 1    | 1    | 1    |
| 2025年 | 1   | 1   |     |     |     |     |     |     |     |      |      |      |